# Microsoft HealthVault
Microsoft HealthVault era una piattaforma web di Microsoft per memorizzare e mantenere informazioni sulla salute e il benessere degli individui.
Partì nell'ottobre 2007, il sito è accessibile sia per i pazienti bisognoso di cure che ai professioni del campo medico. Nel giugno 2010 Microsoft HealthVault viene lanciato nel Regno Unito.
L'accesso al sito avviene con: il Windows Live ID, Facebook o con un insieme limitato di fornitori di OpenID.
Un utente registrato può gestire anche più profili nel caso possieda dei figli e desidera gestire anche la loro salute. Nel novembre 2019 Microsoft cessa ufficialmente il servizio.